# Luigi Lilio

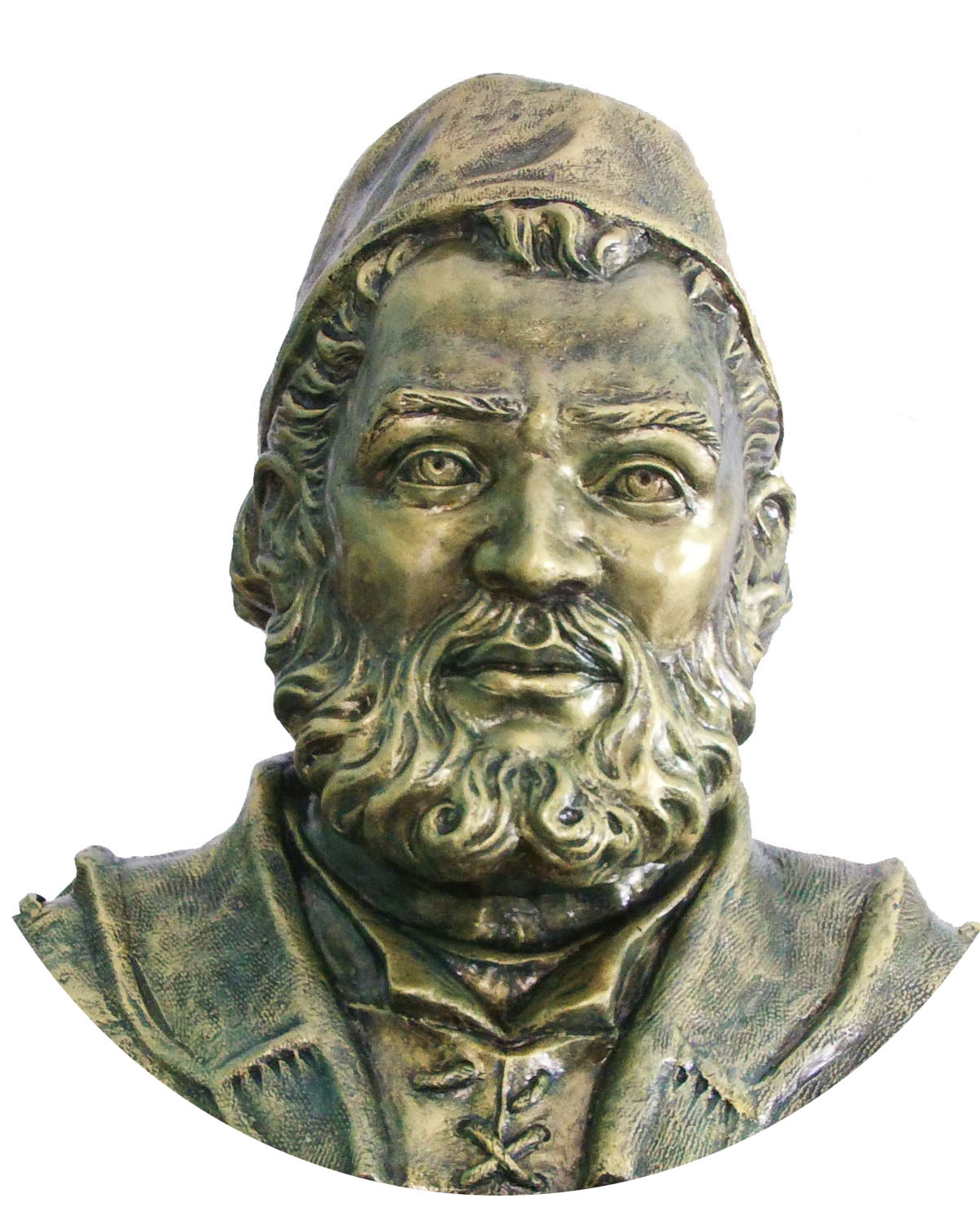
Escultura erigida en honor de Luigi Lilio, obra de Giuseppe Capoano

Luigi Lilio,  (Cirò, 1510 – Roma, 1574), fou un metge, astrònom i matemàtic calabrès. Va participar en l'elaboració del calendari gregorià.
El 2002, la regió de Calàbria va establir que cada 21 de març estigués dedicat a la seva memòria. El cràter Lilius de la Lluna porta el seu nom.

## Biografia

### Orígens
Luigi Lilio va néixer, segons diu la tradició, el 1510 a Psycron (actual Cirò), un feu que formava part de la Calàbria Llatina. Les dades biogràfiques són però, incertes ja que al registre municipal de Cirò només es conserven dades a partir del 1809 i les de l'arxiu parroquial són més antigues, encara que no anteriors al segle xvi. De fet només es van començar a enregistrar dades de naixements, batejos i defuncions a partir del Concili de Trento (1545 – 1563). Malgrat això es pot afirmar amb certesa que era de Cirò perquè així ho diu Christopher Clavius en un carta escrita el 1603 en la qual parlava sobre ell. i per una altra carta de l'humanista Giano Teseo Casopero que parlava de la família dels Giglio com una de les més notables de Cirò.

### Estudis
Luigi Lilio tenia almenys un germà, anomenat Antonio, amb el qui compartia l'interès pels estudis científics. L'humanista Juan Salon, el va esmentar en un llibre que va escriure el 1576 dient que era metge. En una altra carta escrita per Casopero i adreçada a ell per aquesta època es llegeix que, assabentat dels seus dots destacats per a l'estudi, li oferia pagar-li la manutenció perquè continués a la universitat Perúgia.

### Mort
Aconseguida la llicenciatura en medicina es va traslladar a Roma. Va elaborar una proposta de reforma del calendari, però sembla que va morir abans de poder-la presentar al papa Gregori, l'autoritat en aquell moment sobre aquests temes i la presentació la va fer el seu germà Antonio el 1574.

## Obra

### La Commissió Pontifícia per la reforma
El Papa Gregori XIII immediatament després d'assumir el càrrec es va comprometre a posar en pràctica els decrets promulgats per les diferents seccions del Concili de Trento. Ell, amb la finalitat de mantenir l'harmonia de totes les nacions cristianes de la celebració de la Pasqua i totes les festes movibles que se'n deriven, es va proposar reformar l'antic calendari julià exclusivament per la restauració de l'acord entre la data de la Pasqua i dels dictàmens del Concili de Nicea. Va nomenar per tant, una comissió constituïda no només pers estudiosos italians, amb el mandat d'avaluar i aprovar un projecte de reforma.
La comissió la presidia el cardenal Guglielmo Sirleto i en formaven part vuit membres: Vincenzo di Lauro, astrònom, metge, bisbe de Mondovì i conseller teòleg; Christopher Clavius jesuïta alemany, matemàtic i professor del Col·legi Romà; Pedro Chacon, teòleg espanyol, historiador i expert en patrística, el qual havia d'assessorar en la col·locació dels dies festius dedicats als màrtirs; Ignasi Nehemet, patriarca d'Antioquia a Síria, expert en la cronologia eclesiàstica, en la litúrgia i en els ritus e les esglésies orientals i occidentals; Antonio Lilio, doctor en medicina i germà de Luigi Lilio; Leonardo Abel, de Malta, intèrpret de llengües orientals i traductor d'Ignasi Nehemet; Serafí Olivari, francès de Lió, conseller jurídic; Ignazio Danti, frare dominic de Perugia, bisbe d'Alatri, cartògraf, matemàtic i astrònom. Tot i que no va ser present, probablement perquè estava malalt o ja mort, diversos membres de la comissió van deixar per escrit el reconeixement a la importància de la seva aportació a la reforma del calendari, lloances a les qualses va afegir el bisbe Alessandro Piccolomini.

### El calendari de Luigi Lilio
De la seva proposta resta només un breu opuscle conegut amb el nom de Compendium, que és una síntesi del que va escriure. El títol complet és Compendium novae rationis restituendi kalendarium, reporta els punts essencials del manuscrit de Lilio i fou imprès a Roma el 1577 en la imprempta que gestionaven els hereus d'Antonio Blasio, a cura de Guglielmo Sirleto, cardenal de San Lorenzo in Panisperna. Es van enviar nombroses còpies del Compendium als prínceps cristians i a les universitats i acadèmies de més renom amb invitació d'examinar-lo i corregir-lo si calia. Els experts en matemàtica i astronomia el van examinar i van enviar els seus comentaris al papa. Com havia recomanat la comissió. Després de tenir en compte els comentaris, el papa Gregori XIII, va promulgar amb la butlla Inter gravissimas pastoralis offici nostri curas, el nou calendari el febrer del 1582.

### Valoracions dels seus contemporanis
També van haver crítiques, però no es referien al contingut del calendari, sinó que eren persones que posaven en dubte l'autoritat del papa per a fer aquells canvis. Altres astrònoms i matemàtics, com el francès Joseph Juste Scaliger, Georgius Germanus i François Viète, van acceptar la necessitat d'una reforma del calendari d'acord amb les regles establertes pel Concili de Nicea, però van proposar i publicar solucions alternatives al calendari Lilià. Scaliger, francès d'origen italià va sostenir que les noves regles per als anys de traspàs no garantien el manteniment constant de la data de l'equinocci de primavera el 21 de març. En defensa de Lilio, el jesuïta Antonio Possevino va demostrar que el nou calendari no estava basat en les molt criticades taules astronòmiques anomenades taules prutèniques sinó en les taules alfonsines.
Viète i Christopher Clavius es van cartejar disputant cadascú el seu punt de vista; en aquestes cartes Viète feia servir l'expressió fase lunar liliana com exculpant a Clavius d'aquesta part del calendari.Tycho Brahe i Johannes Kepler, els astrònoms més rellevants del moment, tot i que eren de religió protestants, van considerar que la reforma elaborada per Lilio era perfecta des del punt de vista científic. Kepler va deixar un escrit, publicat després de la seva mort, en el qual presentava les seves argumentacions en forma de diàleg entre un protestant, un predicador catòlic i un matemàtic. La frase final d'aquest diàleg era la següent: «La Pasqua és una festa i no un planeta. Tu no pots determinar-la en dies, hores, minuts i segons.»